# Black Devil

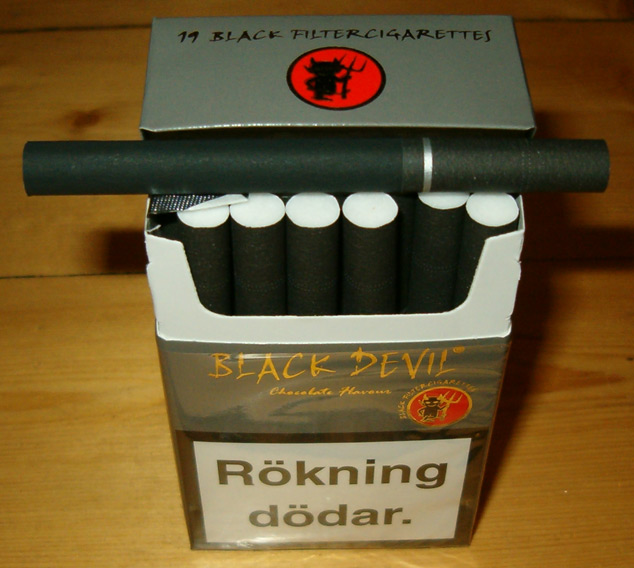
Ett paket Black Devil Chocolate Flavour 19-pack.

Black Devil är ett cigarettmärke från Nederländerna.
Den fanns i tre smaker, choklad, vanilj och ros. Cigaretterna är svarta med vita filter. Black Devil introducerades i Sverige år 2005.